# Rafael Eržen
Rafael Eržen, slovenski inženir elektrotehnike, pedagog in strokovnjak za telegrafsko-telefonske naprave in telekomunacije, * 21. oktober 1899, Lož, † 14. avgust 1993, Golnik.

## Življenjepis
Rafael Eržen je leta 1925 diplomiral na ljubljanski Tehniški fakulteti. Po diplomi je do 1950 delal pri direkciji za PTT. Leta 1927 je sodeloval pri postavitvi prve avtomatske telefonske centrale v Jugoslaviji, ki je začela obratovati v Ljubljani in pri uvajanju visokofrekvenčne telefonije, naslednje leto pa pri postavitvi Radijske postaje Ljubljana, ki je začela oddajati 1. septembra 1928. Po koncu 2. svetovne vojne je vodil obnovo telefonskega omrežja v Sloveniji. V letih 1951−1970 pa je bil tudi redni profesor na Fakulteti za elektrotehniko v Ljubljani. Bil je eden prvih radioamaterjev v Sloveniji.

## Strokovno delo
Eržen je strokovno in raziskovalno delo usmeril na razvoj in izboljšanje tuljav »pupink« (imenovanih po njenem izumitelju  Pupinu) s feritnimi jedri (s tem v zvezi je prijavil patent), na razvoj telefonskih naprav z uporabo elektronike (nadomestitev elektromehanskih naprav z elektronskimi) in na področje posredovalne in prenosne telefonske tehnike. Napisal je vrsto znanstvenih in strokovnih publikacij ter člankov in skupaj z M. Frelihom knjigo Fisokofrekvenčna telefonuja (Beograd, 1949).